# Classe 2000
Le motovedette classe 2000  sono un tipo di motovedetta in dotazione al Corpo delle capitanerie di porto - Guardia Costiera della Repubblica Italiana.
Sono così chiamate per via del distintivo ottico loro assegnato, sono delle unità costiere entrate in servizio a partire dagli anni settanta ed ancora oggi costituiscono più numeroso tra i tipi di motovedetta in servizio.

## Storia
Nel 1970 il Corpo delle capitanerie di porto, iniziò a prendere in esame il segmento delle cosiddette “motovedette costiere”, in quanto, a causa delle limitate disponibilità di bilancio degli anni sessanta, erano state privilegiate le motovedette specificamente destinate principalmente al “salvataggio”. Essendo all'epoca le “motovedette costiere” in servizio numericamente insufficienti a coprire le esigenze dei servizi in continuo aumento ed inoltre tali imbarcazioni erano tecnicamente sorpassate e manifestavano anche inevitabili segni di vetustà, era diventata improcrastinabile la necessità di dotare il Corpo delle capitanerie di porto di nuove unità “costiere” con delle caratteristiche nautiche peculiari quali la tenuta al mare e una discreta velocità e robustezza.
La scelta, determinata anche dal parametro “costo/efficacia”, cadde sulle unità “Keith Nelson” del tipo “Nelson Launch”, da 40 piedi e scafo in vetroresina rinforzata, costruite nel Regno Unito dalla Vosper Thornycroft Group ltd. di Portsmouth, che il 3 settembre 1969 aveva assorbito la ditta Keith Nelson e Co. Ltd. di Bembridge, la quale costruiva le imbarcazioni “Keith Nelson” sui specifiche della consociata T.T. Boat Designers ltd. detentrice dei progetti.
L'impiego delle suddette unità come “motovedette costiere”, confermò la validità della scelta, nonché la loro perfetta rispondenza nell'espletamento dei compiti specifici loro assegnati, compreso le operazioni di salvataggio.
All'atto dell'acquisto, infatti, era previsto che il loro impiego fosse limitato ad un utilizzo sino a “mare 3-4”, ma le unità, durante il loro impiego hanno dimostrato invece, caratteristiche nettamente superiori a quelle stimate, tanto da potere essere utilizzate anche in condizioni di “mare  5”.
Dopo l'acquisizione delle prime cinque unità, costruite in Inghilterra, e i cui risultati furono risultati pienamente soddisfacenti, la possibilità di poterle assemblare direttamente in Italia indusse il Corpo a prendere in considerazione l'ipotesi di procedere a nuovi acquisti, incrementando sensibilmente il numero di queste unità.
Nel 1972 venne costituita la Società "Keith Nelson Italia", che forniva motovedette del tipo Nelson, da costruirsi presso il cantiere navale genovese Bianchi e Cecchi di Cogoleto, su stampo originale "Keith Nelson" e sotto il controllo della "Vosper ltd." inglese. Contemporaneamente anche la Motomar di Lavagna era in condizioni di poter costruire motovedette Nelson, su scafo importato direttamente dall'Inghilterra e prodotto dalla “Halmatic Limited” su progetto della T.T. Boat Designers ltd.
Per poter effettuare una scelta tra le due società italiane proponenti il medesimo scafo, venne nominata un'apposita commissione che, basandosi sulle differenti sovrastrutture, sulla diversa predisposizione degli spazi interni nonché, sulle attrezzature imbarcate, venne alla determinazione che le imbarcazioni costruite dalla Motomar risultavano essere più idonee ai soli servizi delle Capitanerie, mentre quelle costruite dalla Keith Nelson Italia, si prestavano meglio quali mezzi specifici, per il concorso al soccorso marittimo di primo intervento dedicato agli aeroporti costieri, in caso di sinistri aeronautici in mare; le unità della Keith Nelson Italia del tipo “Rescue Service”, avevano un'unica cabina a prora ed un portellone poppiero per la fuoriuscita di 2/3 zattere autogonfiabili da 60/65 posti, mentre sulle unità del tipo “Nelson Launch” al centro dello specchio di poppa era stato creato un vano a gradini, per agevolare la risalita a bordo delle persone.
L'acquisizione di queste motovedette proseguì negli anni, e la loro costruzione venne effettuata da vari cantieri italiani, ma le caratteristiche dello scafo restarono immutate, in quanto lo scafo era sempre acquistato "Halmatic". Allo stesso tempo la Keith Nelson Italia S.p.A. si dotava di un suo stabilimento a Viareggio per la costruzione di unità del tipo “Rescue Service” da utilizzarsi in prossimità degli aeroporti costieri. Sempre nello stesso periodo la Motomar, in seguito al trasferimento del suo stabilimento da Lavagna a Palermo, inizio a costruire oltre alle unità del tipo “Nelson Launch”, anche unità del tipo “Rescue Service”.
Nel 1973 il cantiere Navaltecnica di Messina realizzò un prototipo di imbarcazione su scafo Halmatic da 44 piedi, con du zattere autogonfiabili per 65 persone, posizionate a poppa, sulla coperta. L'imbarcazione, che ebbe il distintivo ottico CP 2024, venne costruita in unico esemplare.

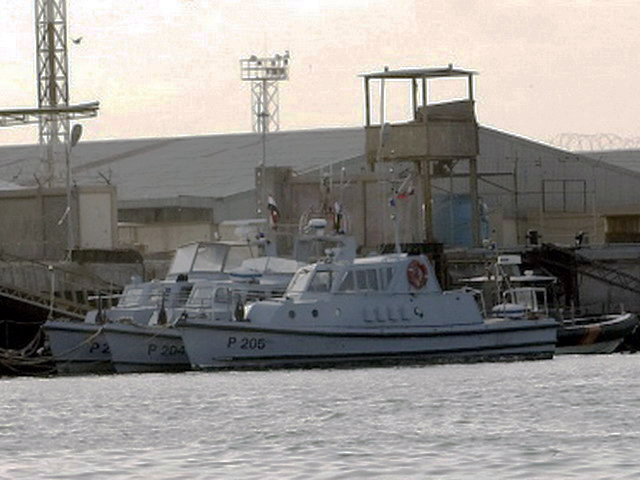
Motovedette irachene dismesse dalla Guardia Costiera ormeggiate a Umm Qasr

Dalla fine degli anni settanta altri cantieri sono entrati in concorrenza per la costruzione di queste unità sempre con scafo “Halmatic”, ma a differenza delle precedenti le nuove unità vennero dotate di controplancia.
Con l'arrivo del nuovo millennio con la necessità di sostituire le unità oramai vetuste che, nel frattempo, erano già state dismesse, la scelta ricadde ancora sulle motovedette con scafo “Halmatic” ma, con dimensioni leggermente superiori, lunghe 44 piedi come la CP 2024, costruita nel lontano 1973 in unico esemplare.
Dopo la loro dismissione alcune unità sono state cedute alla Guardia Costiera Albanese e alla Marina militare irachena. Altre unità sono state cedute a enti benefici o al Ministero della Pubblica Istruzione per essere utilizzate dagli Istituti tecnico nautici e altre messe all'asta acquistate da privati per essere utilizzate come imbarcazioni da diporto.
Antenne "a pinna" della Società SAMA SISTEMI S.r.L. di Roma

## Altri corpi utilizzatori
Otre che nel Corpo delle Capitanerie hanno operato anche nel servizio navale della Guardia di Finanza e dei Carabinieri.

### Guardia di finanza
Le motovedette “Keith Nelson” acquisite anche dalla Guardia di finanza sono state realizzate nel periodo 1979 - 1984 e sono denominate Vedette dislocanti classe 5800.

### Arma dei Carabinieri
Le motovedette “Keith Nelson” in dotazione al servizio navale dell'Arma dei Carabinieri sono denominate dai loro distintivi ottici classe 600.

## Galleria d'immagini
Guardia Costiera

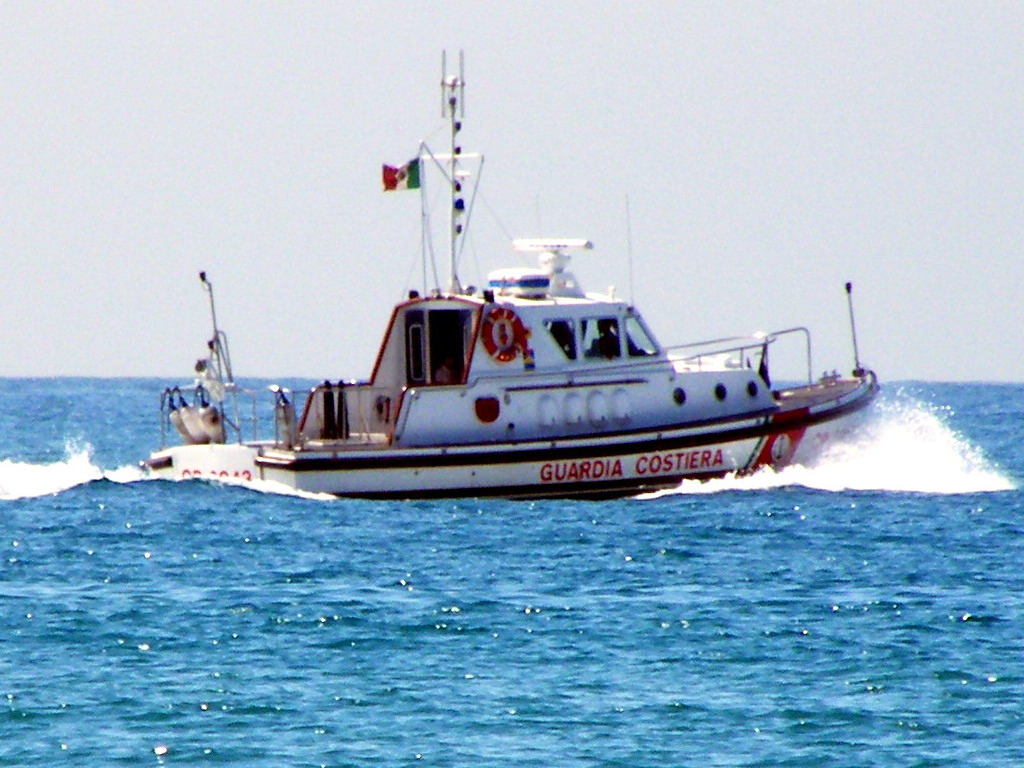
Motovedetta tipo “Rescue Service” CP-2043 al largo di Ostia
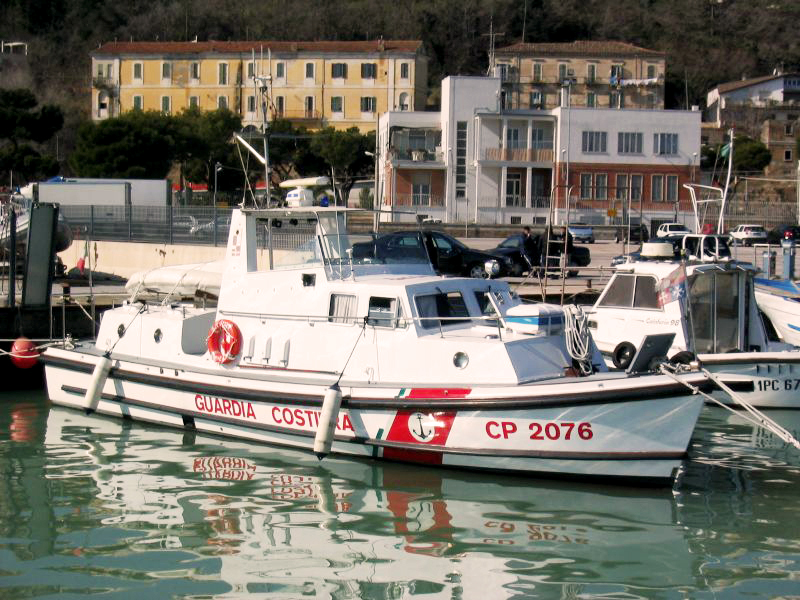
Motovedetta CP-2076 dotata di controplancia, ormeggiata ad Ortona
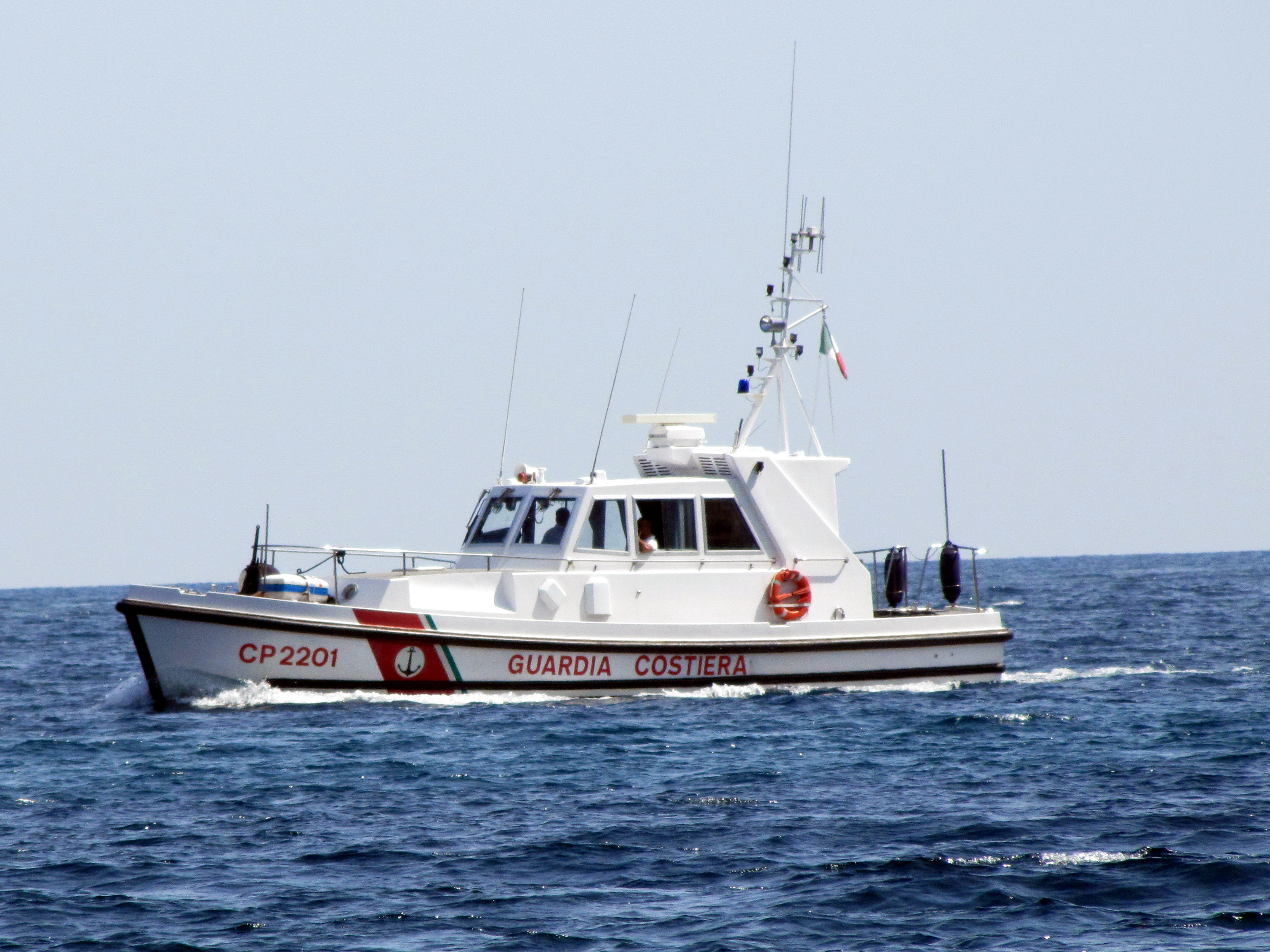
Motovedetta CP-2201 al largo di Mondello
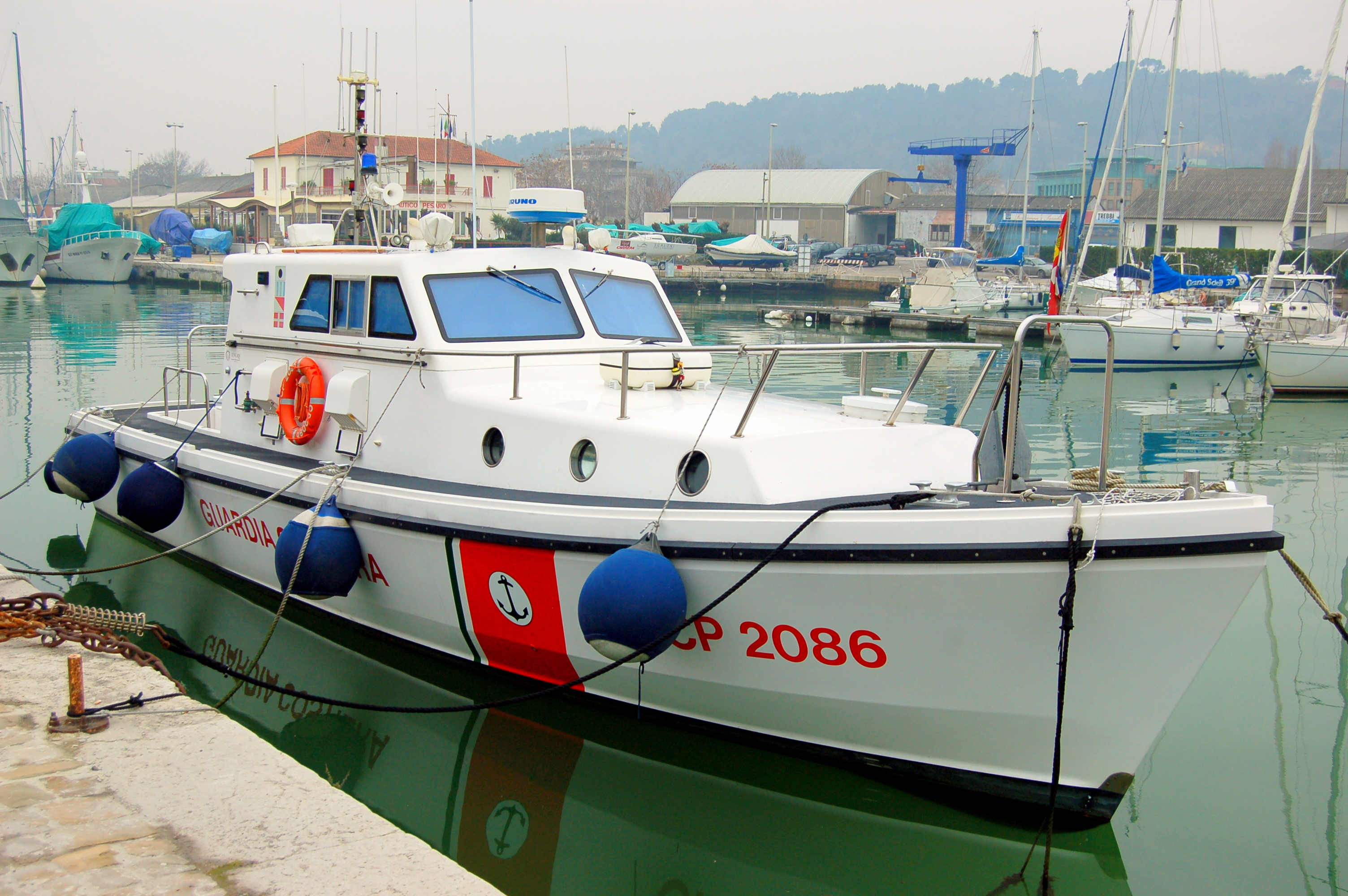
La motovedetta CP-2086
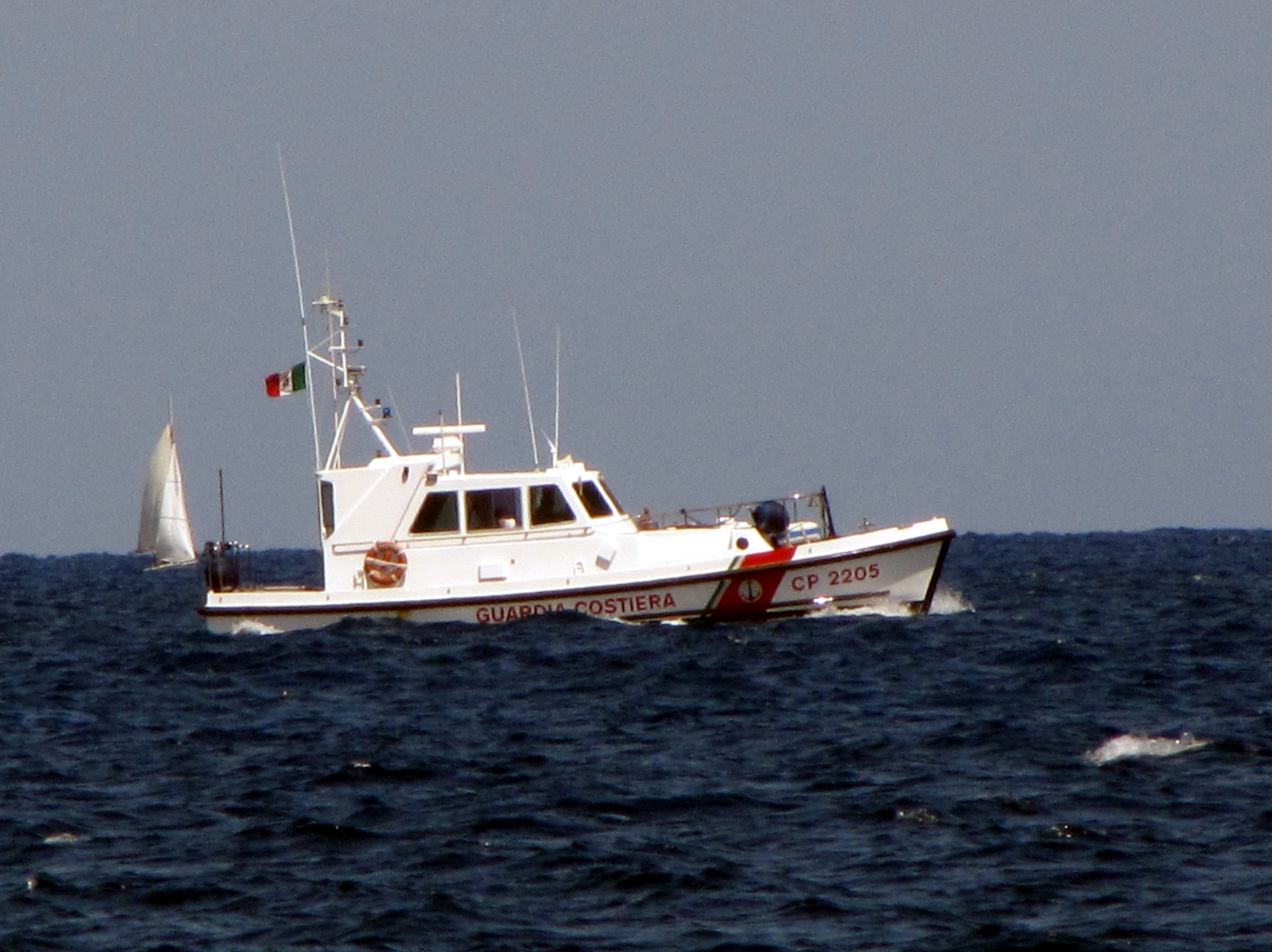
Motovedetta CP-2205 al largo di Palermo
La motovedetta CP-2024 prototipo da 44 piedi realizzata nel 1973

Guardia di Finanza e Carabinieri

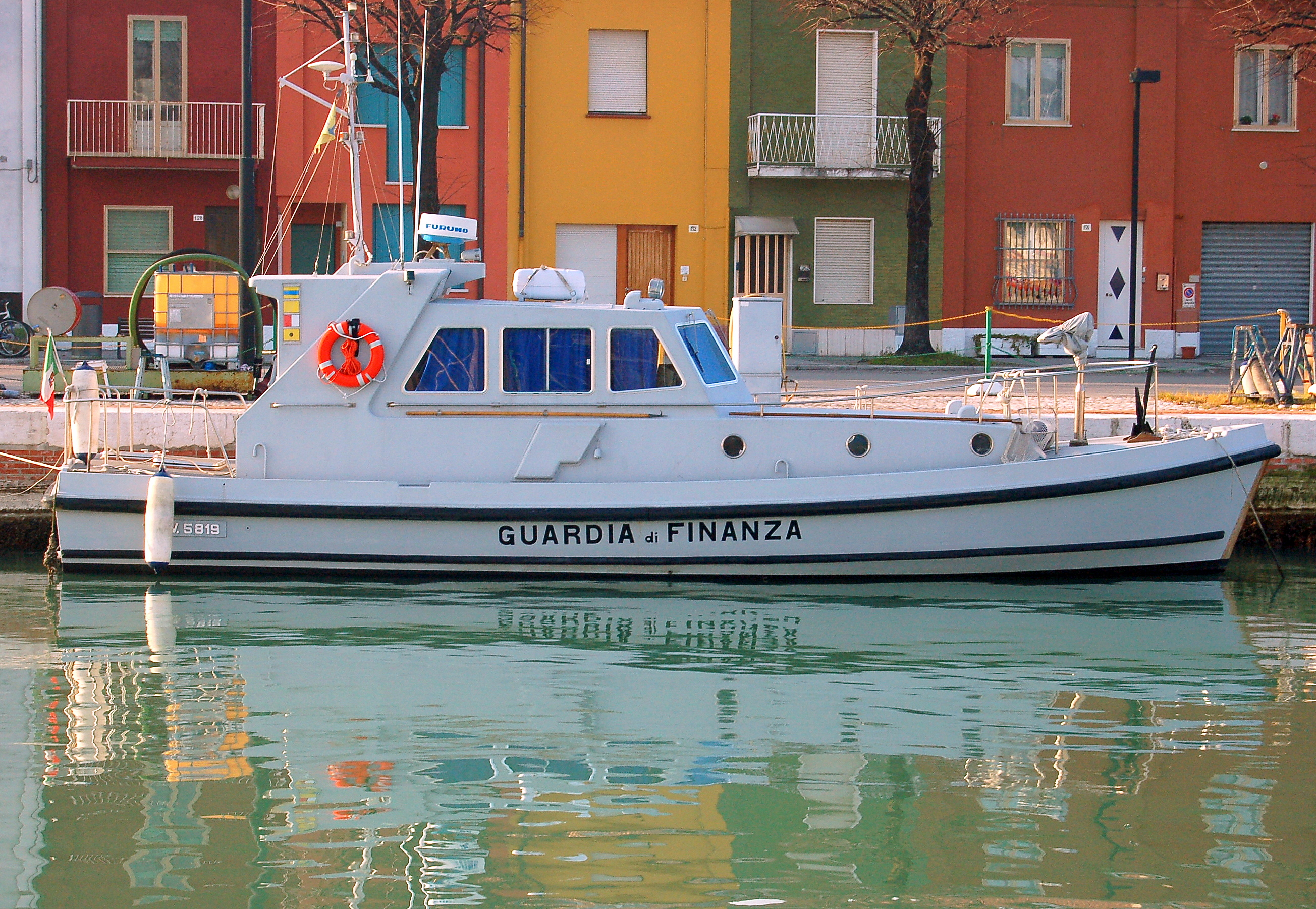
Motovedetta dislocante V5819 della Guardia di finanza
Motovedetta 615 del servizio navale dei Carabinieri